# محمدمهدی طهرانچی
محمدمهدی طهرانچی (۱۴ تیر ۱۳۴۴ – ۲۳ خرداد ۱۴۰۴) فیزیک‌دان ایرانی بود که از ۷ آبان ۱۳۹۷ تا زمان مرگ به‌عنوان رئیس دانشگاه آزاد اسلامی فعالیت کرد. او پیش از این رئیس دانشگاه شهید بهشتی، رئیس مرکز نشر دانشگاهی، رئیس دانشگاه آزاد اسلامی استان تهران، قائم‌مقام رئیس دانشگاه آزاد اسلامی و از اعضای هیئت علمی پژوهشکده لیزر و پلاسما دانشگاه شهید بهشتی بود.
طهرانچی عضو هیئت علمی دانشگاه شهید بهشتی با پایه ۴۱ و استاد ممتاز دانشکده فیزیک و پژوهشکده لیزر و پلاسما دانشگاه شهید بهشتی بود. او در حوزه فیزیک ماده چگال، نانوفیزیک و محاسبات کوانتومی فعالیت پژوهشی داشت. طهرانچی طی حملات اسرائیل به ایران در ۲۳ خرداد ۱۴۰۴ در منزل مسکونی مورد هدف قرار گرفت و به همراه همسرش کشته شد.

## زندگی
محمدمهدی طهرانچی در سال ۱۳۴۴ شمسی در تهران متولد شد. او متأهل و دارای دو فرزند بود.

## تحصیلات
طهرانچی تحصیلات ابتدایی و متوسطه خود را در مدارس تهران گذراند و سپس وارد دانشگاه شد.
- کارشناسی: فیزیک، دانشگاه شهید بهشتی (۱۳۶۷)[۷]
- کارشناسی ارشد: فیزیک حالت جامد، دانشگاه شهید بهشتی (۱۳۷۰)[۸]
- دکتری: فیزیک نظری، مؤسسه فیزیک و فناوری مسکو (۱۳۷۶)[۹]
- فرصت مطالعاتی: مرکز بین‌المللی فیزیک نظری عبدالسلام (ICTP)، تریسته، ایتالیا (۱۳۷۵–۱۳۷۶)[۱۰]

## تحریم
۱۸ مارس ۲۰۲۰ وزارت امور خارجه آمریکا، محمد مهدی طهرانچی را به همراه ۴ نفر دیگر تحریم کرد. وی یکی از افراد متخصص اتمی بوده و در «طرح هسته‌ای آماد» فعالیت داشت.

## سوابق علمی و پژوهشی

### جایگاه علمی
طهرانچی استاد تمام با پایه ۴۱ شورای عالی انقلاب فرهنگی بود که بالاترین پایه استادی در نظام آموزش عالی ایران محسوب می‌شود. او همچنین استاد ممتاز دانشگاه شهید بهشتی بود.

## جوایز و افتخارات
- استاد نمونه کشوری (۱۳۸۹)[۱۴]
- پژوهشگر برتر دانشگاه شهید بهشتی (چندین دوره)[۱۵]
- جایزه علامه طباطبایی برای کتاب برتر دانشگاهی[۱۶]
- عضو پایه ۴۱ شورای عالی انقلاب فرهنگی (۱۳۹۹)[۱۷]
- نشان درجه یک علمی از رئیس‌جمهور[۱۸]

## کتاب‌ها
- مقدمه‌ای بر نانوفیزیک (۱۳۸۸)، انتشارات دانشگاه شهید بهشتی[۱۹]
- فیزیک محاسباتی (۱۳۹۰)، مرکز نشر دانشگاهی[۲۰]
- ابررسانایی دمای بالا: مبانی و کاربردها (۱۳۹۲)، انتشارات دانشگاه شهید بهشتی[۲۱]
- روش‌های شبیه‌سازی در فیزیک (ترجمه، ۱۳۸۷)، نشر علمی[۲۲]

## ترور
وی در پی حملات ۲۳ خرداد ۱۴۰۴ اسرائیل به ایران در منزل خود مورد هدف قرار گرفت و به همراه همسرش کشته شد.